# Marco Sanudo (władca Milos)
Marco Sanudo (XIV w.) – wenecki władca wyspy Milos. 

## Życiorys
Był synem Guglielmo I Sanudo. Jego braćmi byli książęta Naksos: Niccolò I Sanudo i Giovanni I Sanudo. Jego córką była Fiorenza I Sanudo, żona Francesca I Crispa, weneckiego władcy Księstwa Naksos w latach 1383-1397. 